# Бронзівка гладка
Бронзівка гладка (Protaetia aeruginosa) — жук з родини пластинчастовусих (Scarabaeidae), з підродини бронзівок (Cetoniinae).

## Опис
Жук довжиною 22–29 мм, блискучий, золотисто-зелений, іноді з мідно-червоним відливом. Нижня сторона тіла і ноги зелені, з синюватим відливом. Надкрила рівномірно-опуклі, позаду середини поблизу шва без поздовжнього вдавлення. Надкрила без білих плям, з невеликими вдавленням типу пунктиру. Передній відросток средньогруди на вершині сплощений і дещо розширено, гладкий, розсіяних точках, без волосків. 

## Поширення
Польща, західна і південна Франція до Італії, Албанія, Греція, Туреччина; Латвія, південь Білорусі, Україна, Молдова. У Росії північна межа ареалу проходить від Калінінградської області на Брянськ, Тулу, Єлець, Воронеж, Йошкар-Олу, Малмиж, Самару. Південна межа проходить по межі з Україною і далі до Волгограду, по заплаві Волги до її дельти і потім, збігаючись з державною, направляється на Оренбург. Є дані про перебування виду в Рязанської і Калузької областях. У Білгородській області зрідка зустрічається в дібровах Борисовського, Бєлгородського, Шебекінського і Валуйського районів, де останні знахідки датуються 2001 роком.
В Україні відома з більшості території, окрім півдня степів (Херсонська, Дніпропетровська, Запорізька області, Крим).

## Середовище проживання
Мешкає переважно в старих лісах і садах, де виростають великі старі дерева. Личинки розвиваються в трухлявій деревині листяних порід дерев, переважно дуба і плодових культур. Жуки зустрічаються з червня до вересня. Більшу частину часу проводять на деревах з витікаючим з тріщин кори соком, іноді їх можна знайти на перезрілих плодах груш, яблунь, рідше зустрічаються на квітах. 

## Чисельність
Кількісні обліки не проводилися. Непрямі дані дають підставу вважати, що чисельність скорочується. 

### Обмежуючі фактори
Скорочення площі корінних лісів. Лісотехнічні заходи, що супроводжуються видаленням старих дуплистих дерев.

## Зауваження щодо охорони
Занесена в Червону книгу Росії (II категорія скорочується в чисельності вигляд) 
Необхідні заходи охорони: Збереження старовікових дерев, особливо дуба, яблуні і груші в нагірних дібровах широколистяних лісах, створення в місцях існування виду дрібних особливо охоронюваних природних територій, обмеження вирубки старих широколистяних лісів, в тому числі дібров в лісостепу і степу європейської частини Росії.